# NGC 7388
NGC 7388 – gwiazda znajdująca się w gwiazdozbiorze Pegaza. Zaobserwował ją Lawrence Parsons 11 października 1873 roku i skatalogował jako obiekt typu „mgławicowego”. Jej wielkość gwiazdowa to ok. 16m. Niektóre źródła, np. baza SIMBAD, za NGC 7388 uznają znajdującą się w pobliżu galaktykę LEDA 69832 (PGC 69832).